# Суперстар ТВ
Суперстар ТВ је српска телевизијска станица чији је власник Телеком Србија. Њено седиште се налази на адреси Владимира Поповића 6 у Београду. Највећи је произвођач кинематографских садржаја и једна од најгледанијих кабловских телевизија у Србији.

## Историја
Телеком Србија је крајем 2018. године најавио претплатнички канал који би приказивао телевизијске серије и филмове, домаће и стране продукције. Доступан је искључиво преко оператора који послују у склопу Телекома Србије, као што су мтс и Супернова.
Највећи део програма чине оригиналне телевизијске серије, направљене у сопственој продукцији, као и програм произведен у сарадњу са Радио-телевизијом Србије. Скоро све оригиналне серије приказане су и на одређеним терестријалним каналима.
Курир је средином 2020. године објавио да би Суперстар требао приказати пету сезону серије Убице мог оца, чиме је серија престала с приказивањем на Новој С. Продуцент Макса Ћатовић из куће Филм данас која потписује продукцију серија Убице мог оца, Државни службеник и Певачица, потврдио је да ће за потребе Суперстара до 2023. године произвести још три високобуџетне серије.

## Програм
Суперстар углавном на свом програму приказује стране и домаће филмове и телевизијске серије. Телеком Србија је, у сарадњи са разним продукцијским кућама, произвео велики број серија које се приказују на овој станици. Станица је такође приказивала забавну емисију Мој пријатељ.
Највећи удео у програму чине углавном амерички филмови. Суперстар је приказао неке од најпознатијих блокбастера, који су достигли велику гледаност. Највише приказаних филмова је из каталога студија Warner Bros. као што су Шерлок Холмс, Хари Потер, Секс и град и многи други.
Серијски програм чини велики удео у програмској шеми телевизије. Суперстар је у највећој количини приказивао домаће серије, из сопствене продукције. Једина страна серија која је приказивана је Хотел Гранд. Домаће серије које је Суперстар премијерно приказивао су:
- 12 речи
- Авионџије
- Aпсолутних сто (серија)
- Азбука нашег живота
- Бележница професора Мишковића
- Блок 27
- Беса
- Биће нових лета
- Бунар
- Ваздушни мост
- Врата до врата
- Дадиља са села
- Дара из Јасеновца
- Далеко је Холивуд
- Државни посао
- Државни службеник
- Дрим тим
- Дуг мору
- Деца зла
- Дерби у кафани Аутокоманда
- Дjеца Koзаре
- Чудне љубави
- Љубав испод златног бора
- Љубав у доба короне
- Једини излаз
- Јунаци нашег доба
- Јужни ветар 2: Убрзање (ТВ серија)
- Јужни ветар: На граници
- Кафана на Балкану (серија)
- Калкански кругови
- Калуп
- Калуп 2 - Смола
- Калуп 3 - Шкрипац
- Изазов (серија)
- Константиново раскршће (ТВ серија)
- Корени
- Кошаре (ТВ серија)
- Клан
- Кнез Михаило (ТВ серија)
- Либерта - Рађање града (ТВ серија)
- Миле против транзиције
- Мочвара
- Нек иде живот
- Неки бољи људи
- Недеља (ТВ серија)
- Немирни
- Олуја
- Отмица (серија)
- Oжиљак (серија)
- Пад
- Пасјача (серија)
- Певачица
- Пет
- Пелагијин венац
- Породица
- Посета (серија)
- Пупин
- Самоникли (серија)
- Синђелићи
- Слатке муке
- Сложна браћа —
- Срећна породица - Рале и Маре
- Сумпор (серија)
- Рингишпил (серија)
- Рука правде (серија)
- Тајкун
- Тајна винове лозе
- Тома
- Траг дивљачи
- Тунел
- Феликс
- Убице мог оца
- Хотел Балкан
- Хотел Београд
- Црна свадба
- Швиндлери
- Шетња с лавом
- Зборница
- Златни дечко
- Златни дани
- Зваћеш се Варвара
- V ефекат